# 寶康公園

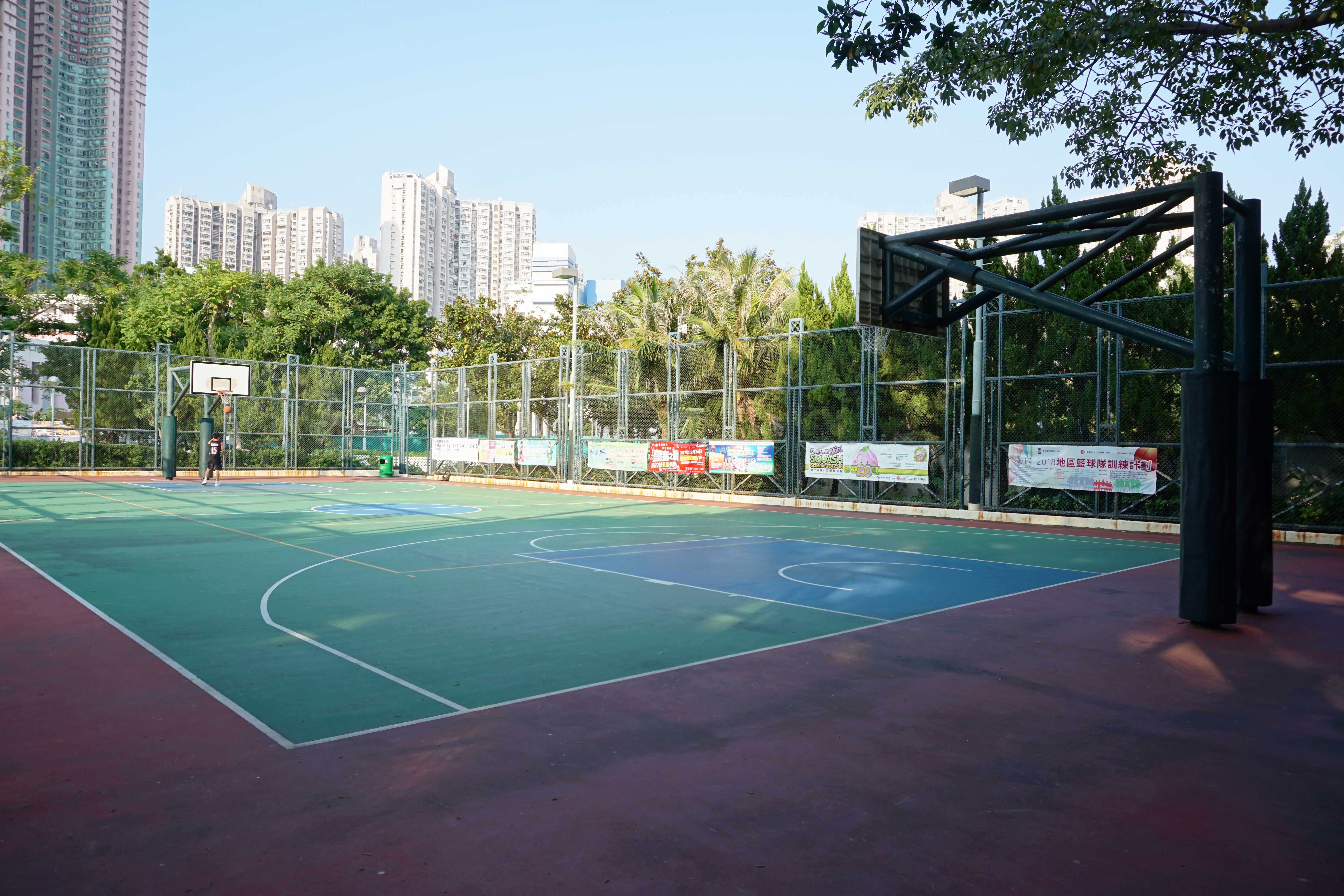
籃球及排球場

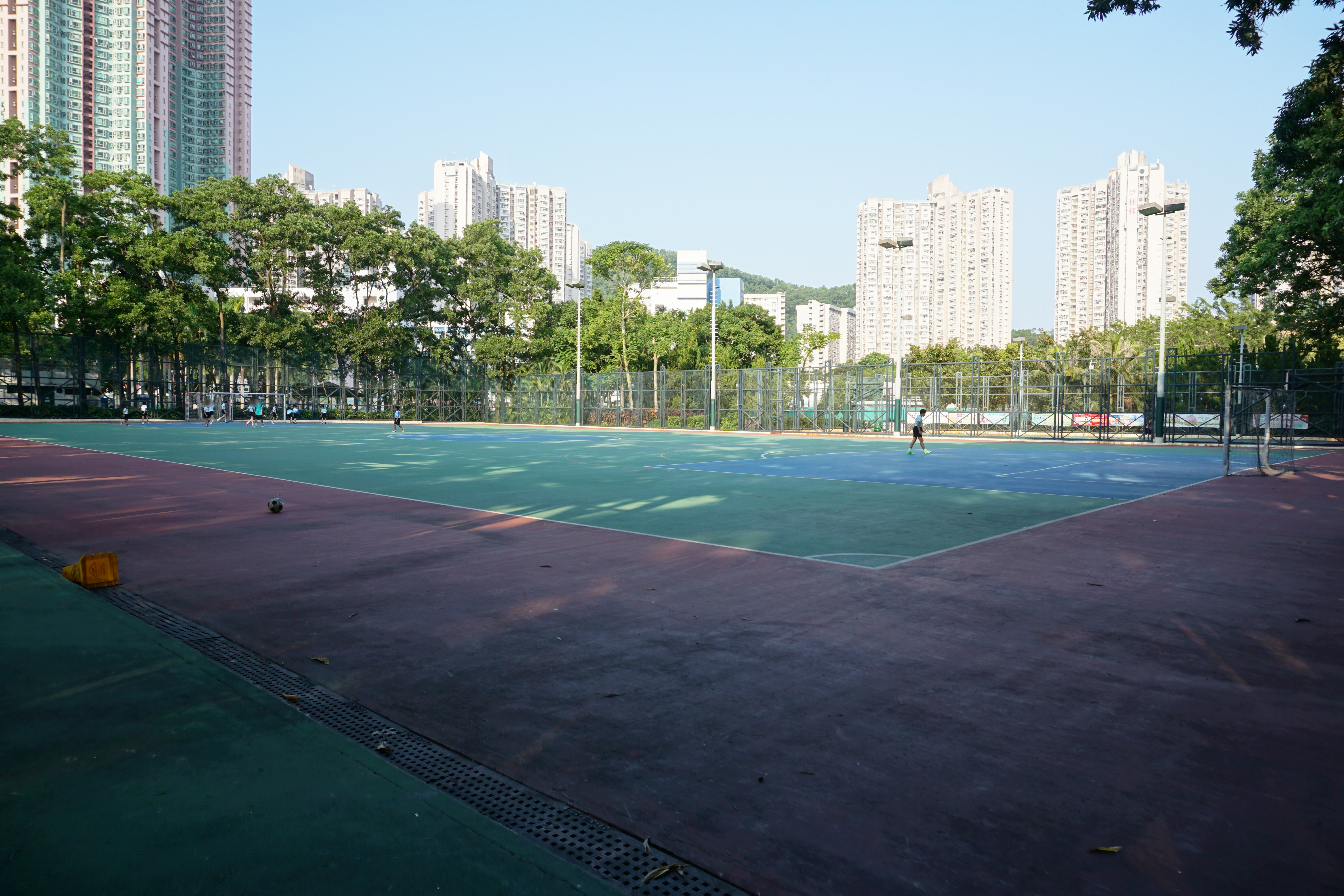
七人足球及手球場

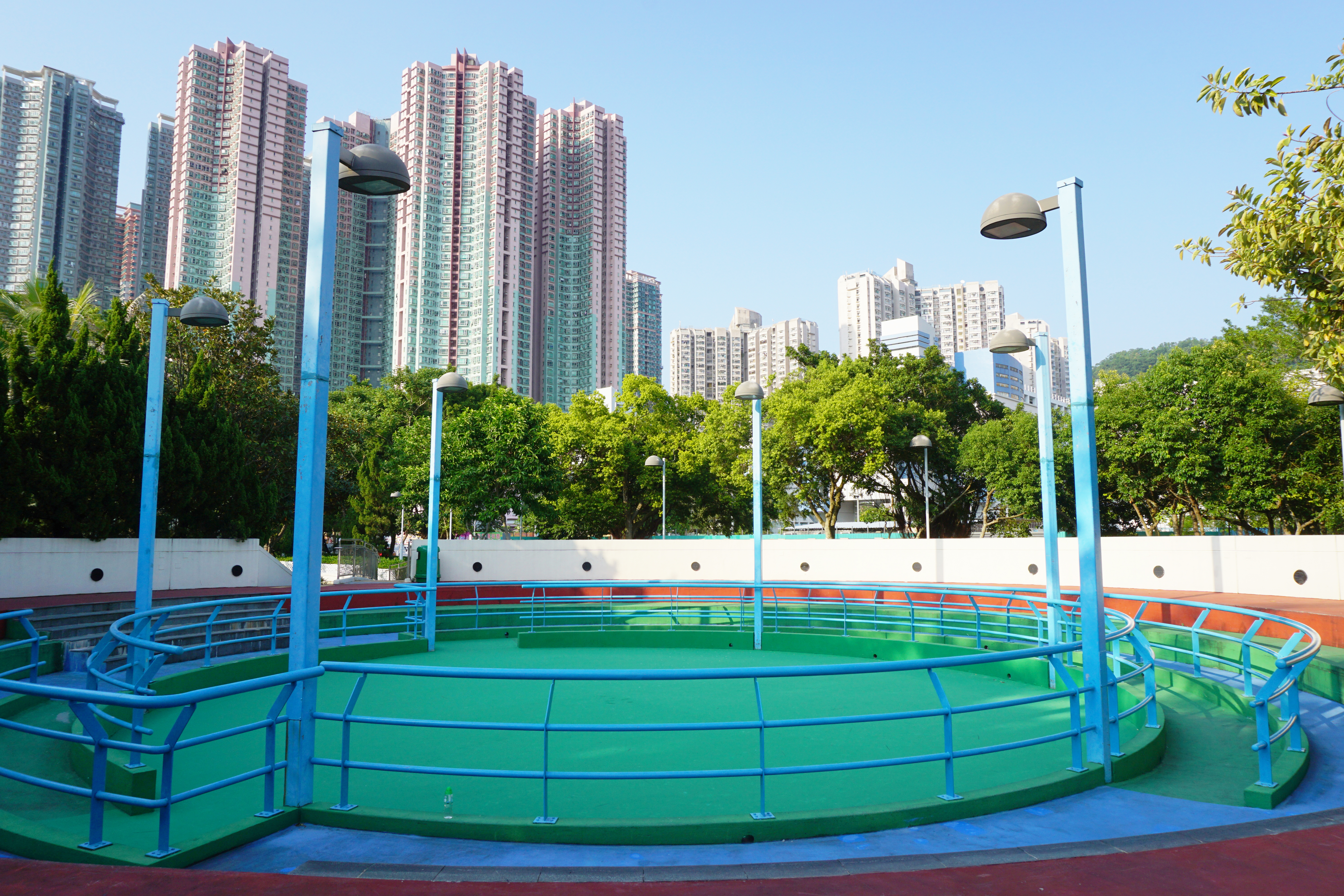
滾軸溜冰場

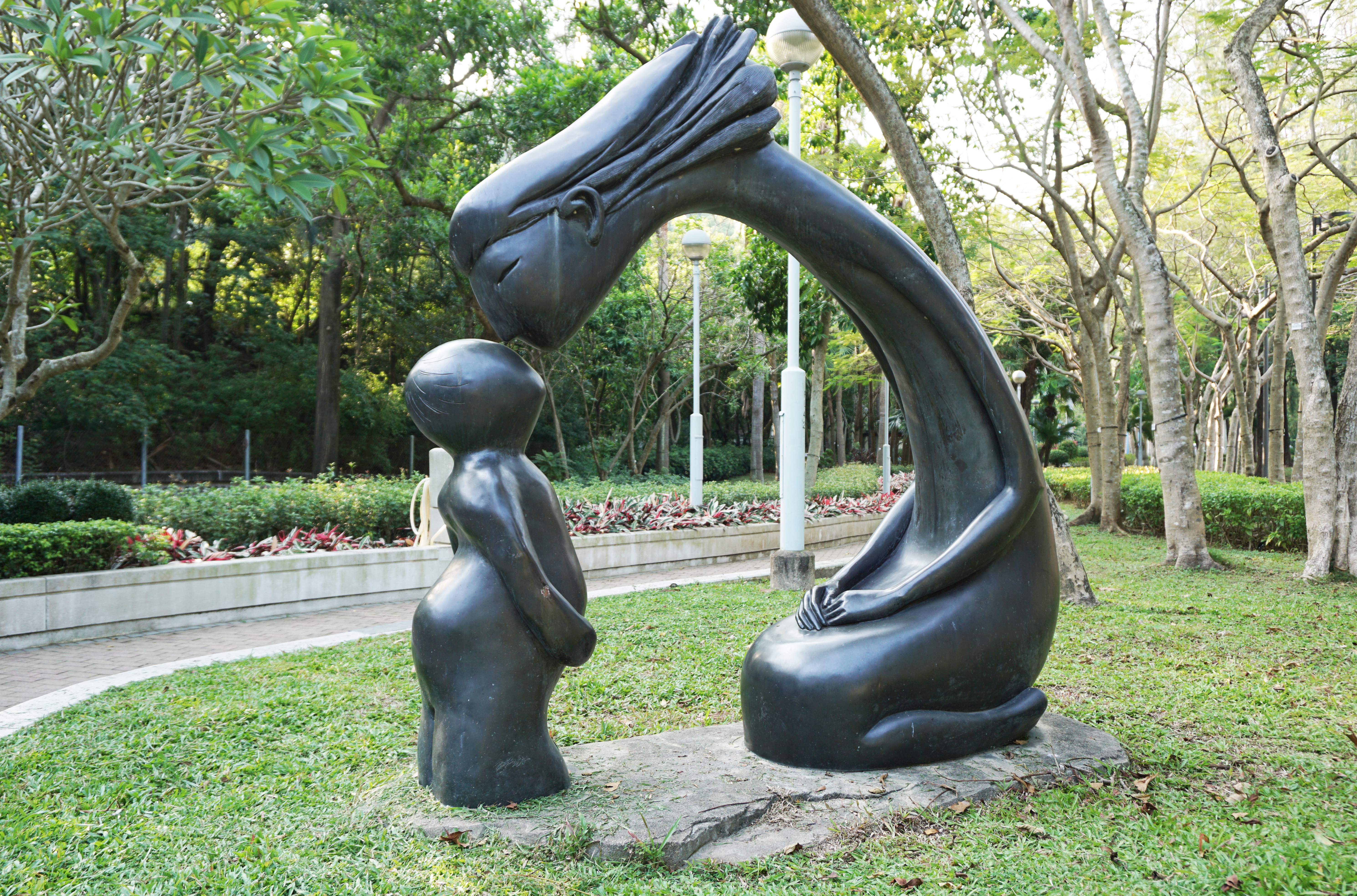
以親子為題的雕塑

寶康公園（英語：Po Hong Park）是香港大型公園，位於新界將軍澳寶琳，因鄰近寶康路而得名。公園佔地4.13公頃，於1997年4月7日開放，由康樂及文化事務署管理。

## 設施
寶康公園設有一個七人硬地足球兼手球場、一個籃球兼排球場及一個槌球場，也設有緩跑徑、兒童遊樂場及滾軸溜冰場等設施。

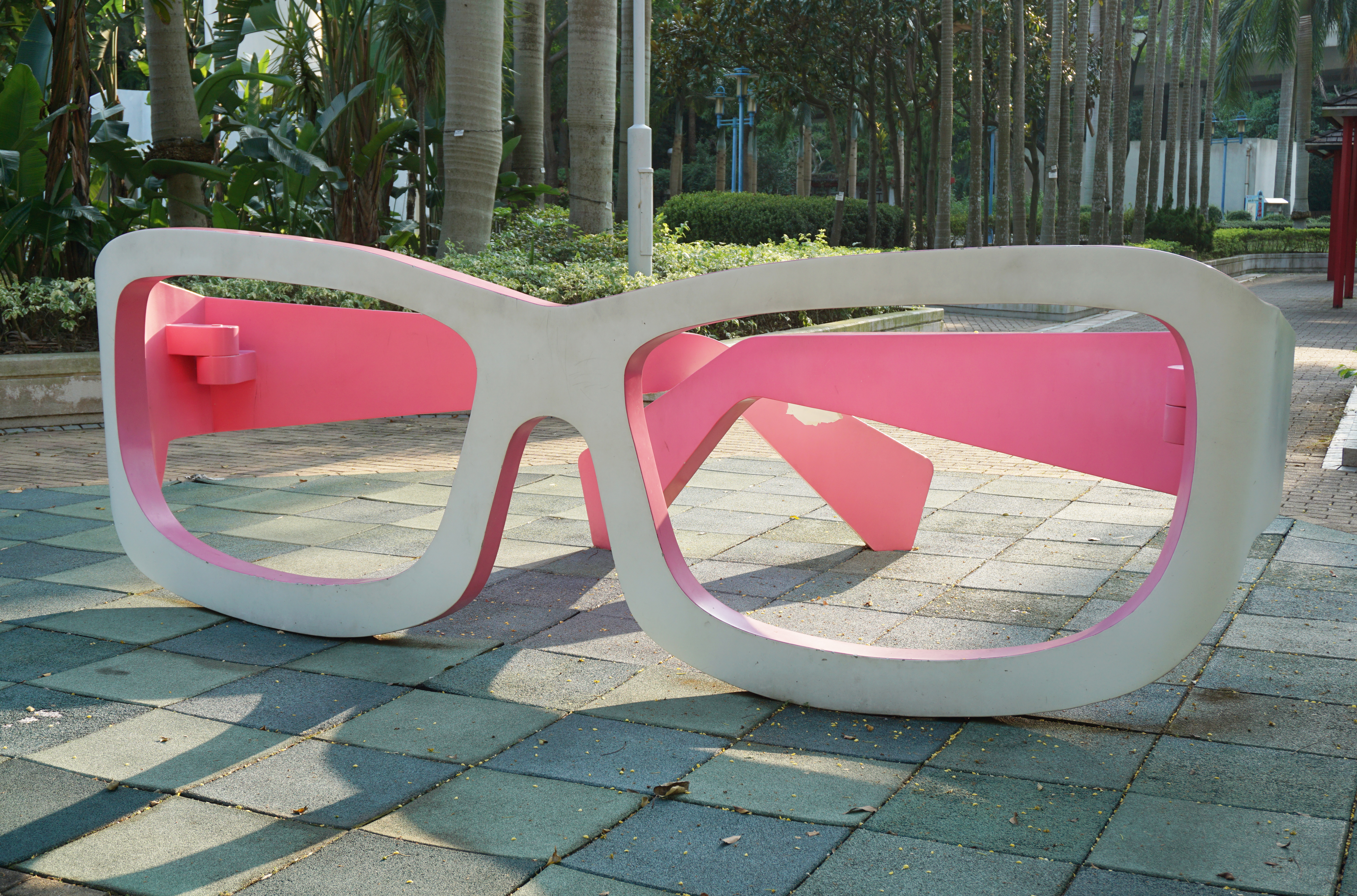
以眼鏡為題的雕塑
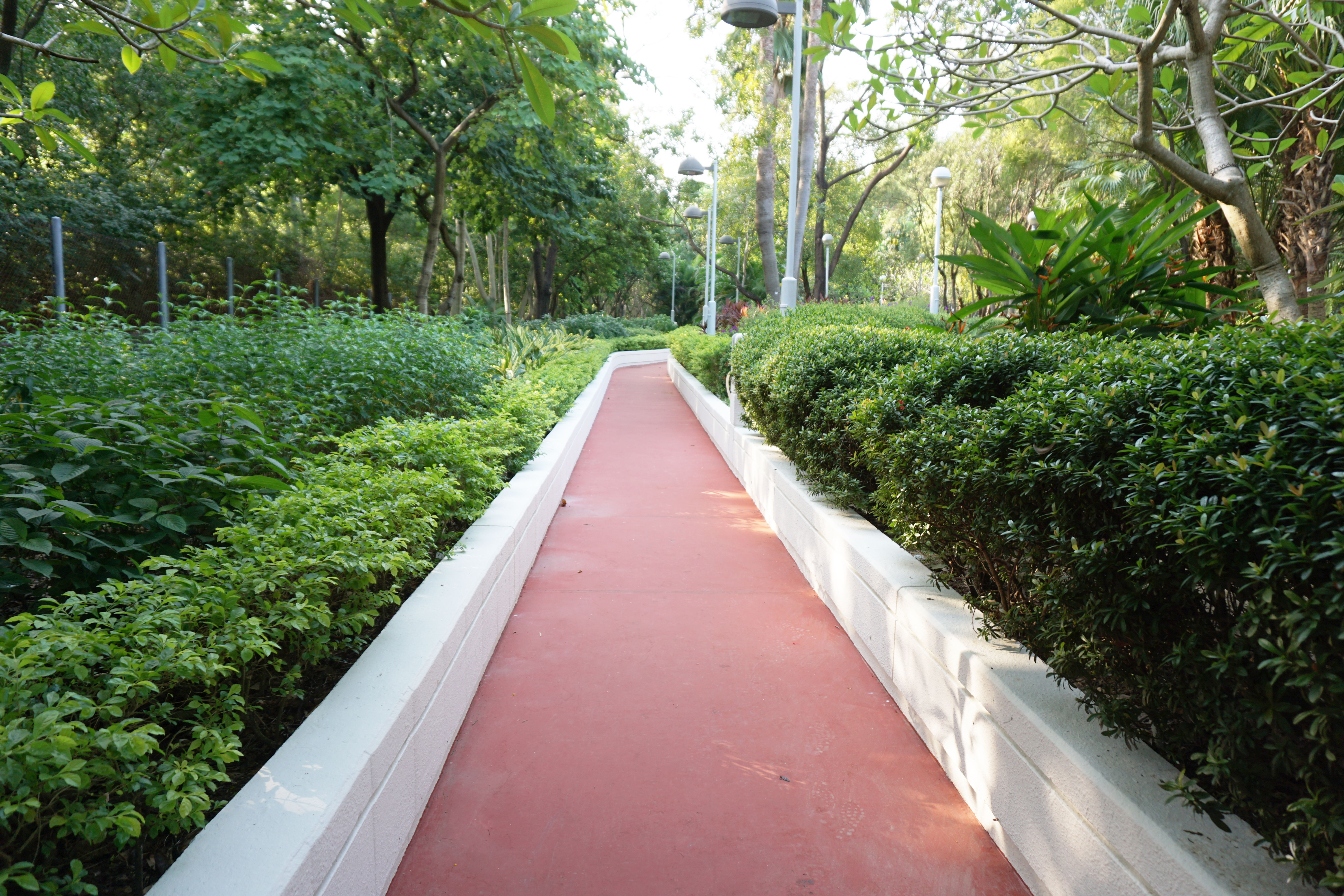
緩跑徑
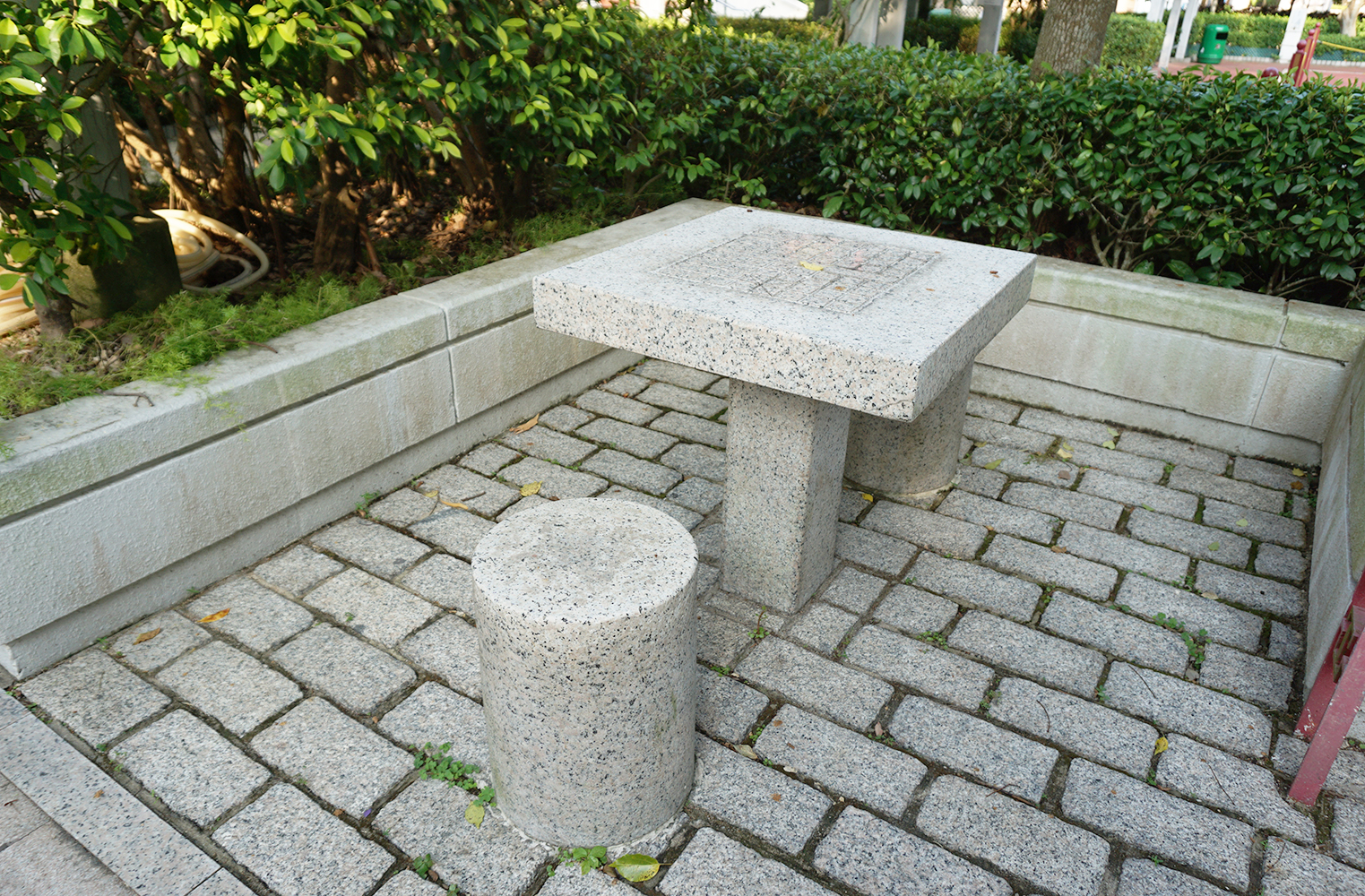
棋藝區
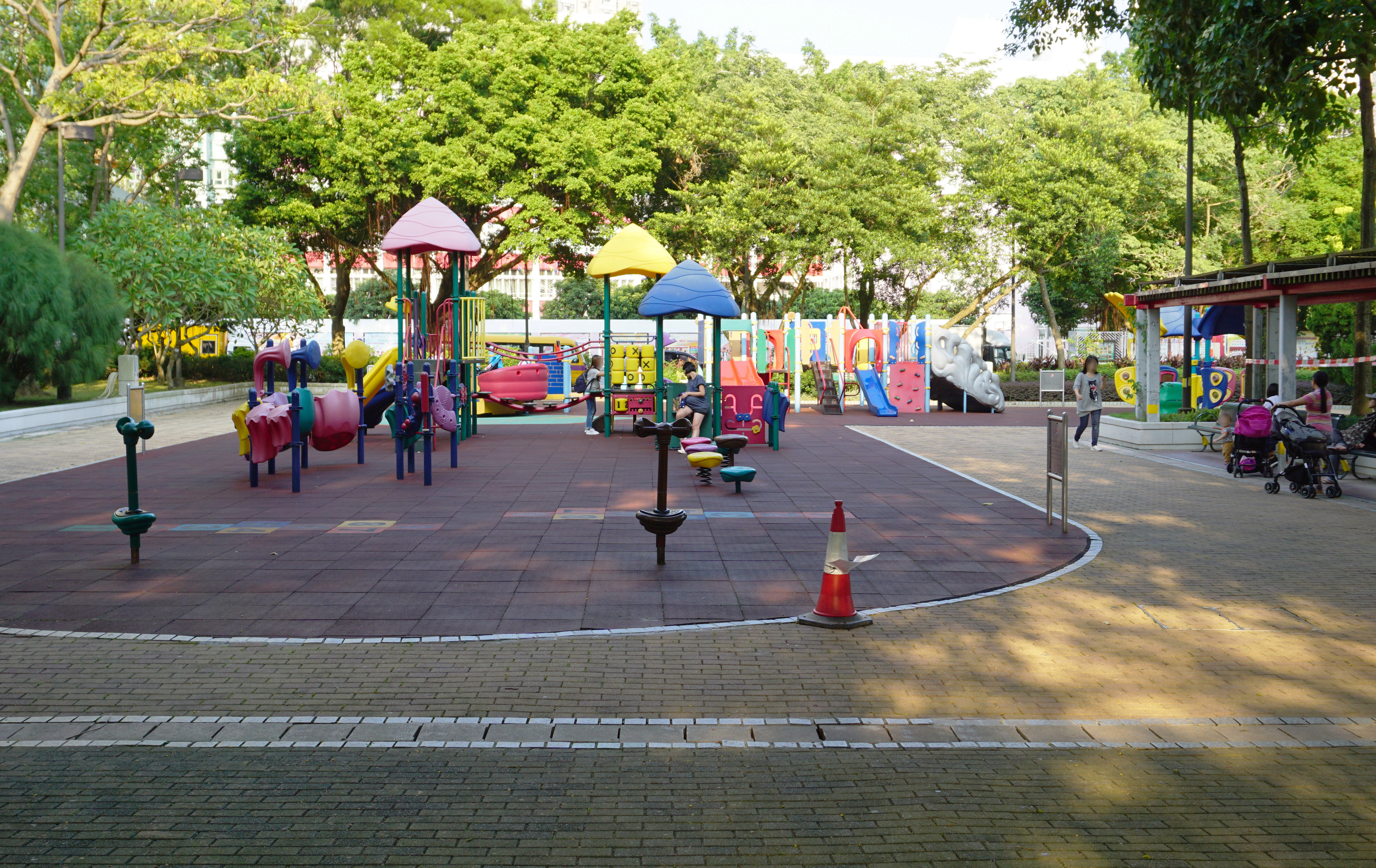
兒童遊樂場
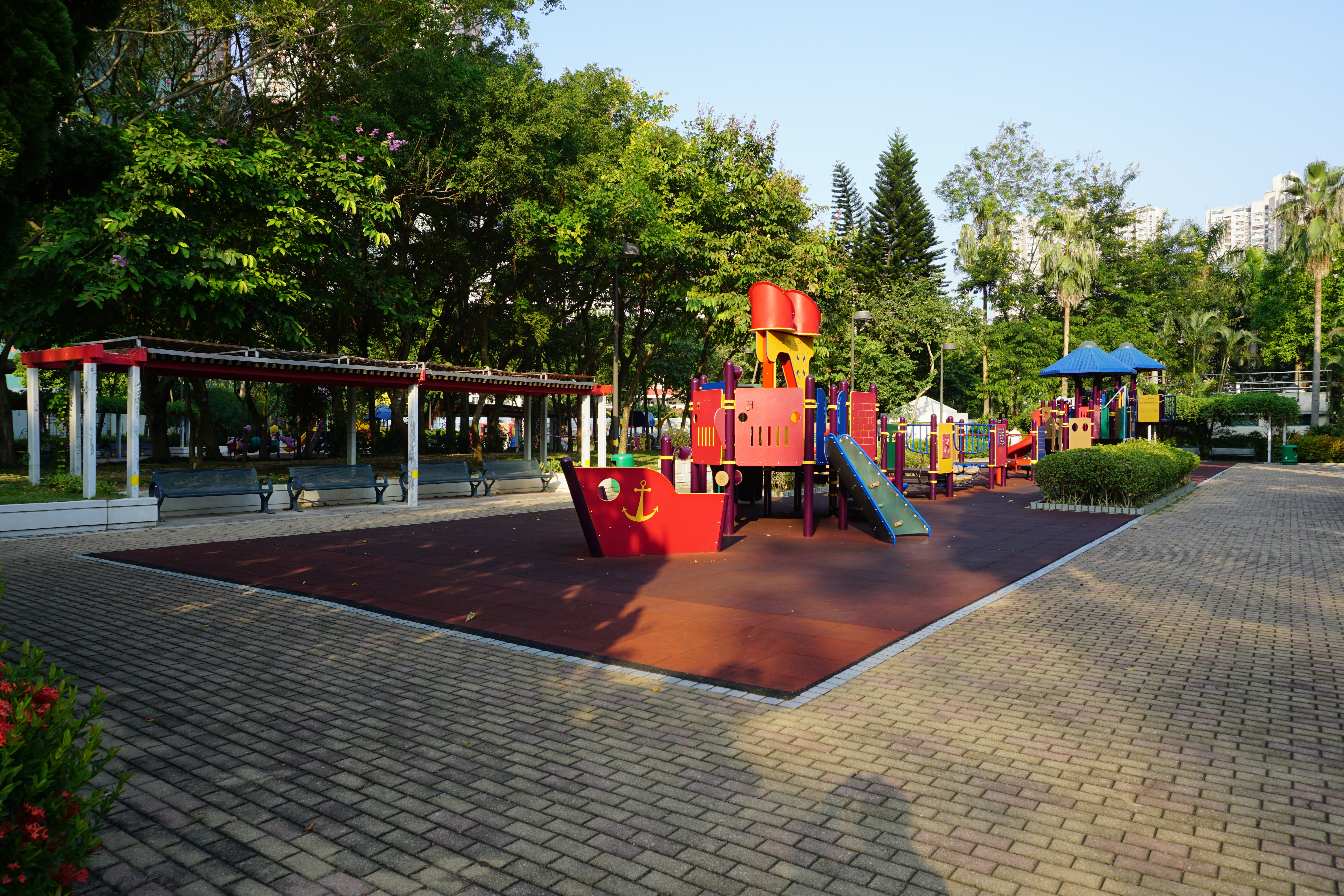
兒童遊樂場（2）
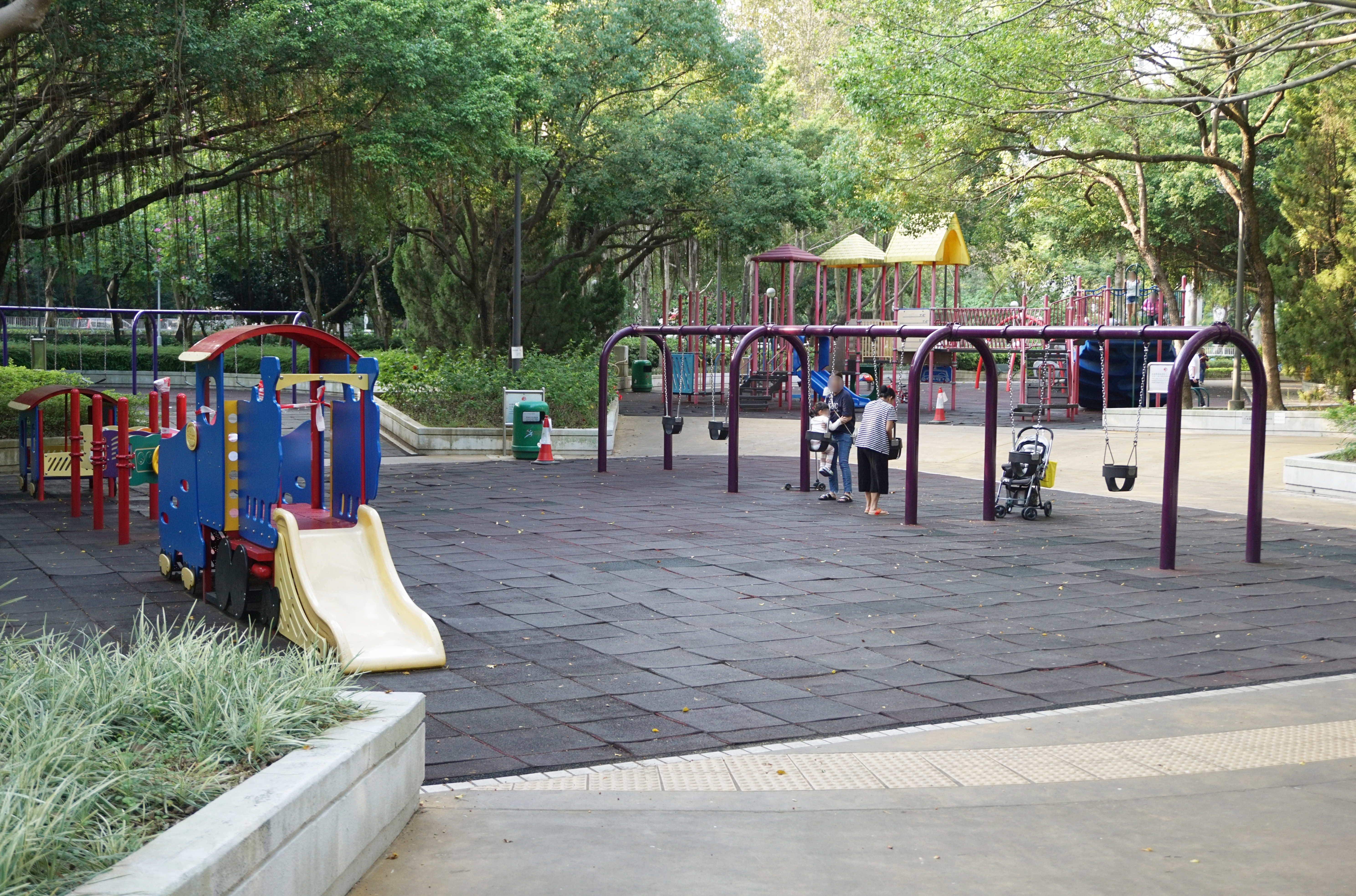
兒童遊樂場（3）

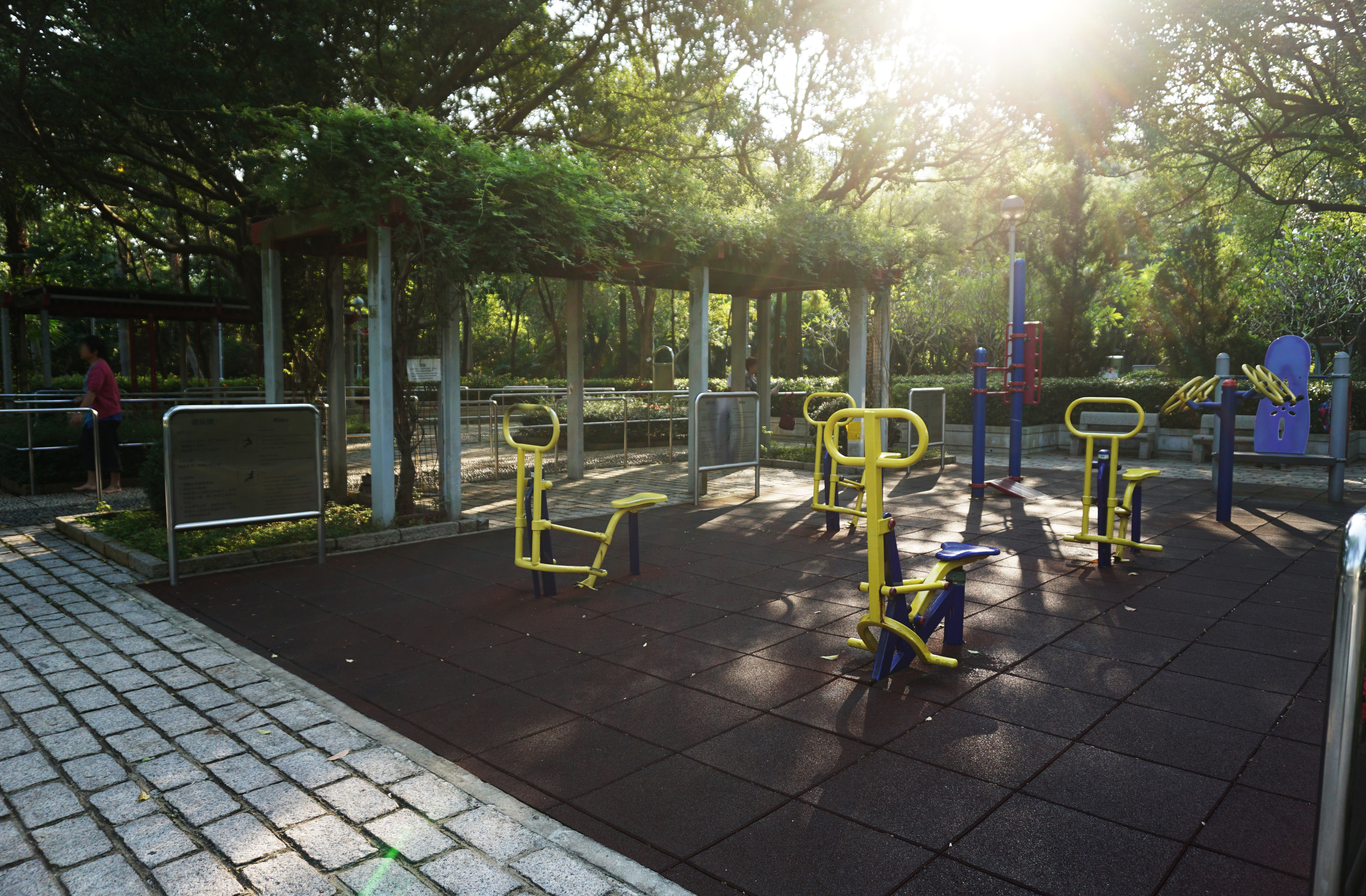
卵石路步行徑及長者健身站
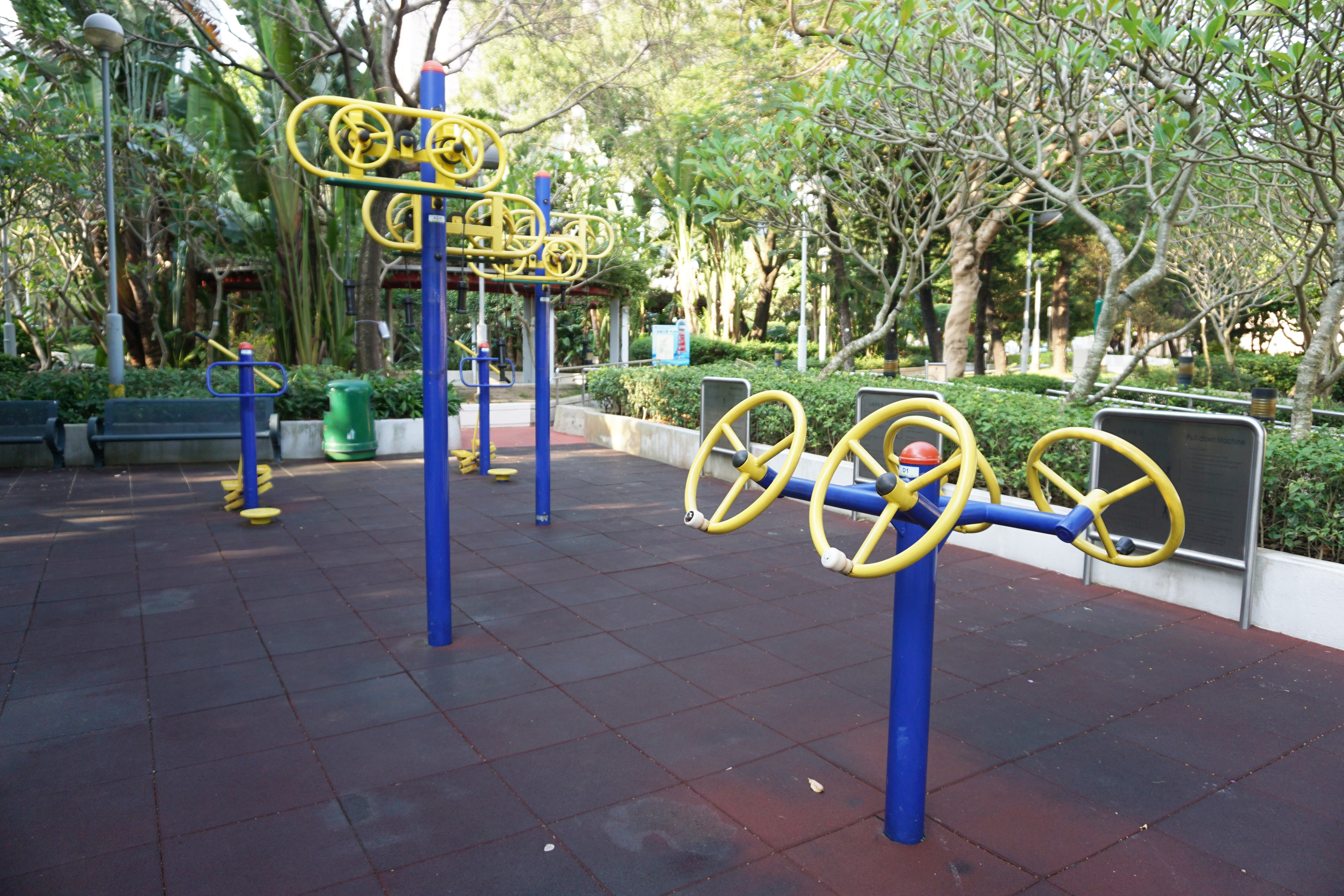
長者健身站（2）
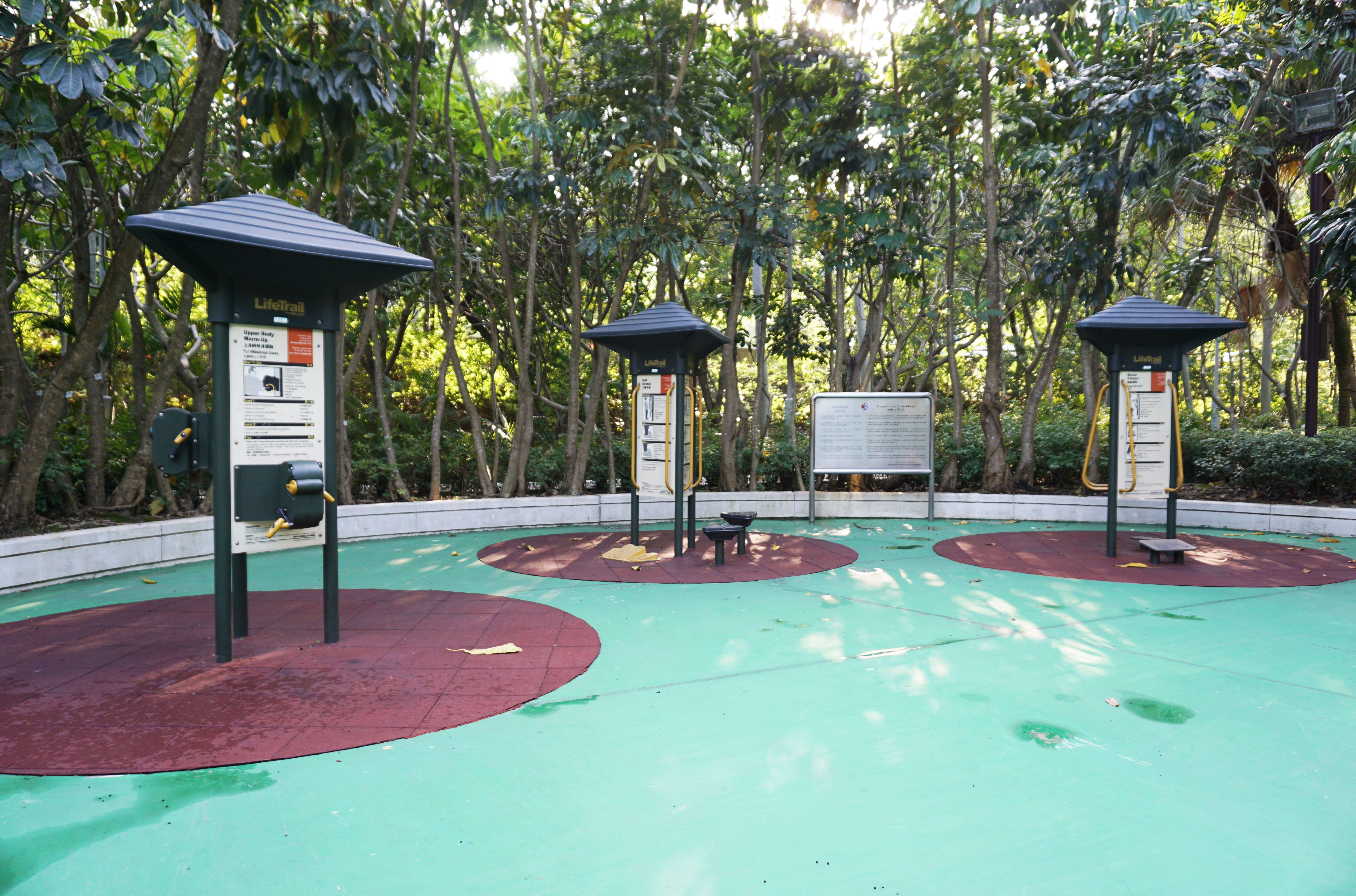
長者健身站（3）

## 禁煙安排
此場地（除吸煙區外）禁止吸煙。

## 年宵市場
寶康公園是將軍澳區舉行年宵市場的地方。

## 參看
- 寶翠公園

## 資料來源
1. ↑  .   [2018-07-07]. （原始内容存档于2021-01-18）.